# 산티시마 안눈치아타 성당

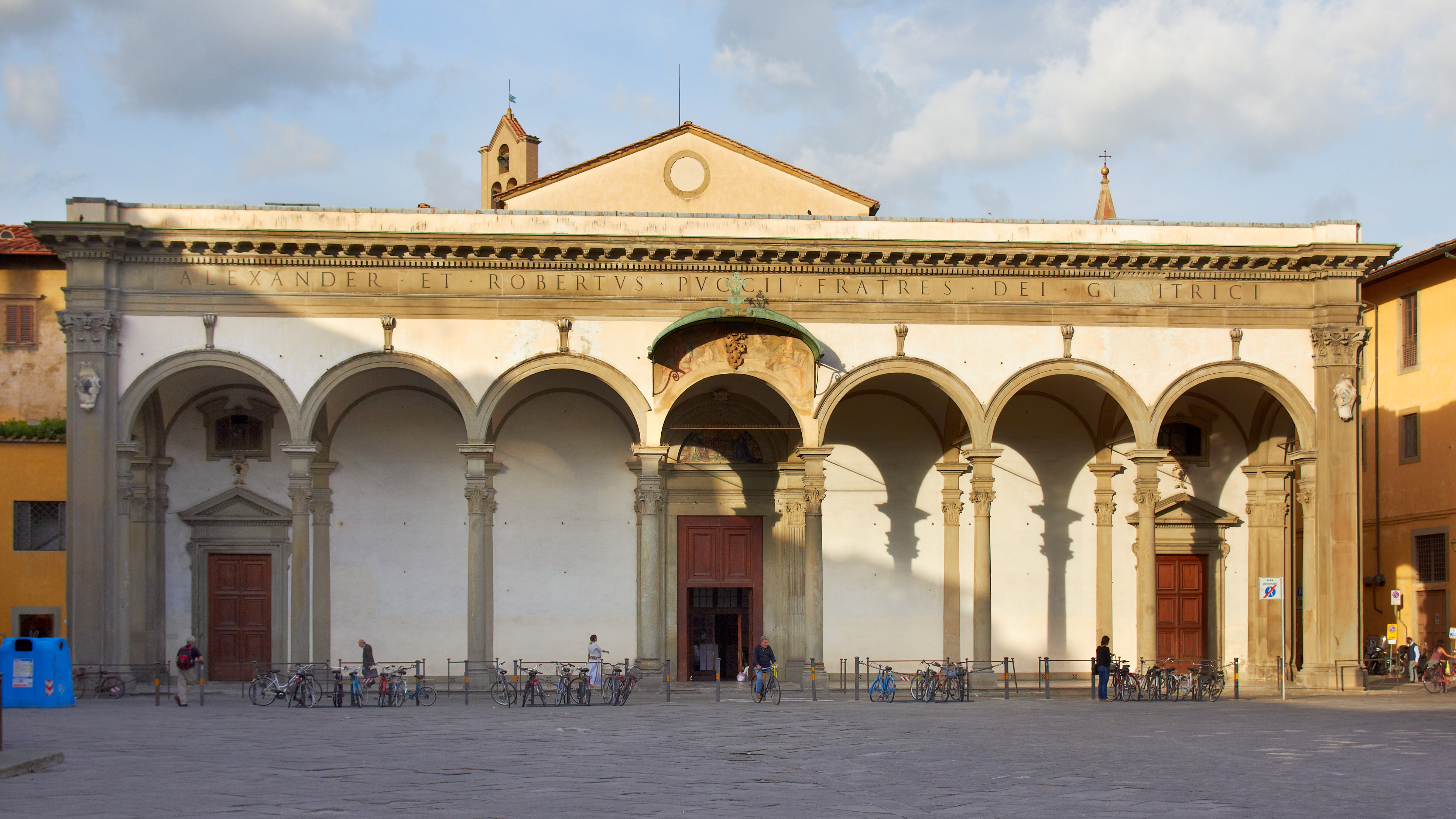
산티시마 안눈치아타 성당

산티시마 안눈치아타 성당(이탈리아어: Basilica della Santissima Annunziata)은 이탈리아 피렌체 산티시마 안눈치아타 광장에 있는 성당이다. 레온 바티스타 알베르티가 디자인을 하였다. 성모 마리아의 종 수도회의 모교회로 여겨지고 있다.